# Robert Jurjewitsch Wipper

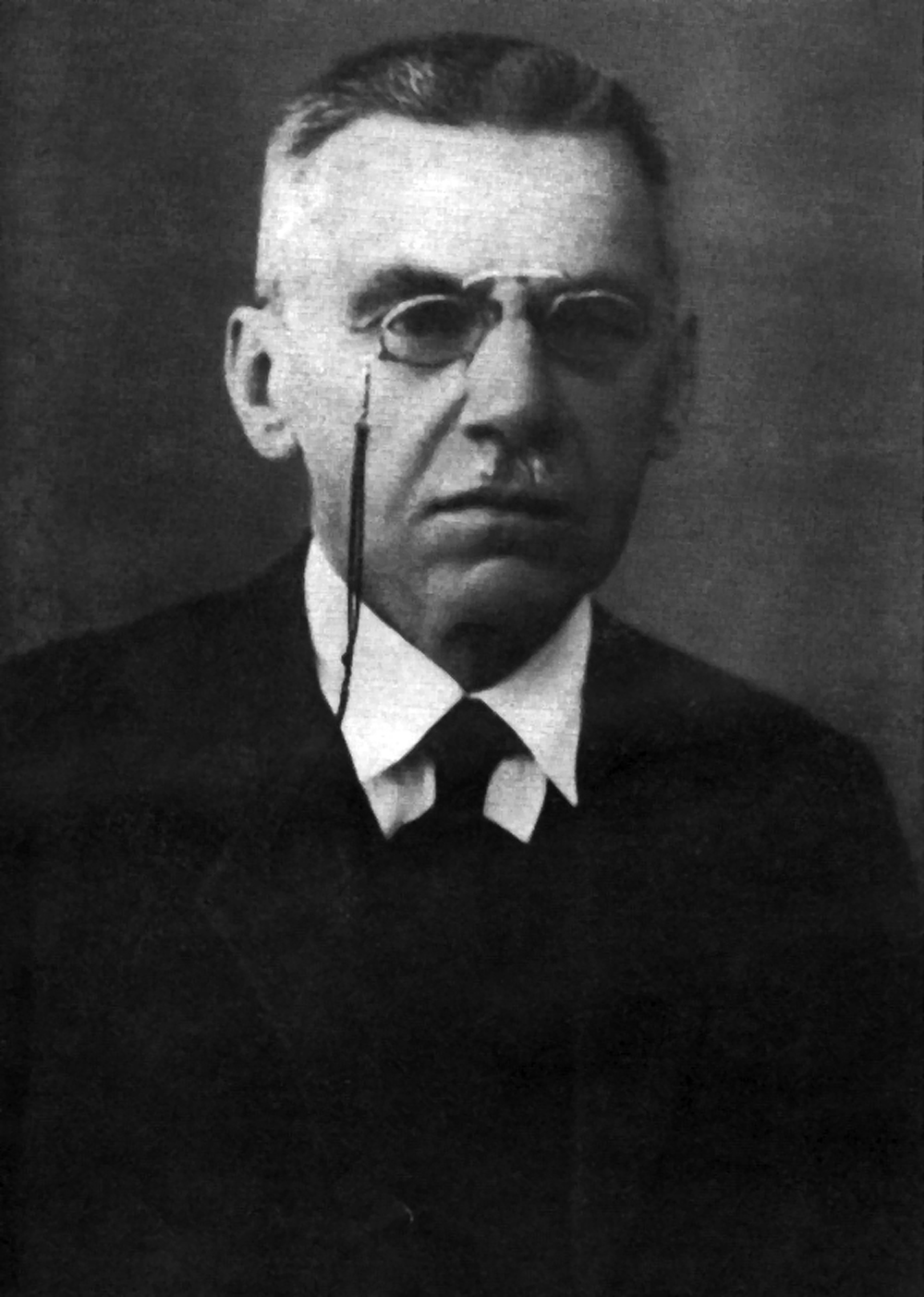
Robert Jurjewitsch Wipper (1910)

Robert Jurjewitsch Wipper (russisch Роберт Юрьевич Виппер, * 2. Julijul. / 14. Juli 1859greg. in Moskau; † 30. Dezember 1954 ebenda) war ein russischer Historiker.

## Leben und Werk
Robert Jurjewitsch Wipper studierte in Moskau, Berlin, Wien, München und Paris. Er promovierte 1894 mit der Arbeit „Der Einfluss Calvins und des Calvinismus auf die politischen Lehren und Bewegungen des 16. Jahrhunderts. Kirche und Staat im Genf des 16. Jahrhunderts während der kalvinistischen Ära.“
Seit 1891 wirkte er als Privatdozent an der Universität Moskau. Von 1894 bis 1897 forschte und lehrte er als Professor in Odessa, von 1899 bis 1924 in Moskau. Er emigrierte aus Russland und wirkte von 1924 bis 1941 als Professor in Riga. Nachdem Lettland 1940 in die Sowjetunion eingegliedert wurde, lehrte Wipper ab 1941 wieder an der Universität Moskau.
Im Zentrum von Wippers Forschungen standen Geschichte und Kultur der Antike, Geschichte der Neuzeit sowie methodologische Probleme der Geschichtswissenschaft. Besondere Aufmerksamkeit widmete Wipper den Fragen der wirtschaftlichen Entwicklung und der sozialen Beziehungen.
Robert Jurjewitsch Wipper schrieb zahlreiche Lehrbücher der Alten Geschichte in russischer, lettischer, jiddischer und ukrainischer Sprache. Zahlreiche Werke Robert Jurjewitsch Wippers erschienen in englischer Übersetzung.
1944 erhielt Wipper den Orden des Roten Banners der Arbeit, 1945 erhielt er den Leninorden. 1943 wurde er Mitglied der Akademie der Wissenschaften der Sowjetunion.

## Schriften
- Geschichte des römischen Imperiums, Moskau 1908.
- Studien zur Theorie historischer Erkenntnis, Moskau 1911.
- Die Entstehung des Christentums, Moskau 1918.
- Der Kreislauf der Geschichte, Moskau 1923.
- Ivan der Schreckliche, Moskau 1942 (deutschsprachige Ausgabe 1947).
- Die Entstehung der christlichen Literatur, Moskau 1946.
- Rom und das frühe Christentum. Moskau 1954.

Diese Werke erschienen in russischer Sprache unter russischsprachigen Titeln.